# Дебют Воротникова
Дебют Воротникова — шахматный дебют, начинающийся ходами: 
1. e2-e4 e7-e5 
 2. d2-d3.
Относится к открытым началам.
Основная идея дебюта связана с последующим продвижением пешки f2-f4 при поддержке слона c1. В перспективе не исключается переход на схемы в духе королевского гамбита или венской партии. Возможное продолжение: 2. d2-d3 Кg8-f6 3. f2-f4 e5:f4 4. Сc1:f4 Кb8-c6 5. Кb1-c3 Сf8-b4 6. a2-a3 Сb4-a5 7. Кg1-e2 0—0 8. Фd1-d2 Лf8-e8 с равной игрой. Главный недостаток данного начала связан с проблемой развития белопольного слона.
В современной турнирной практике встречается редко. По статистике, белые, выбирая данное начало, выигрывают лишь 30,5 % партий, успех чёрных составляет 54,5 %, и 15 % встреч заканчиваются вничью.
Дебют имеет ряд альтернативных названий, в России он получил название по имени шахматиста, внёсшего существенный вклад в его исследование.

## Примерная партия
Петерсен — Рубексен, 2000
1. e4 e5 2. d3 Кc6 3. f4 ef 4. С:f4 d6 5. Кc3 Фf6 6. Фd2 Сe6 7. Кf3 Сg4 8. Сe2 С:f3 9. С:f3 Кd4 10. 0—0 c6 11. e5 К:f3+ 12. Л:f3 Фd8 13. Лe1 d5 14. Сg5 Сe7 15. Фf4 Фb6+ 16. d4 0—0—0 17. Фg4+ Крb8 18. Сc1 g6 19. Л:f7 Лe8 20. Фh3 h6 21. Лef1 Ф:d4+ 22. Сe3 Ф:e5 23. Сf4 Ф:f4 24. Л1:f4 Кf6 25. Л7:f6 С:f6 26. Л:f6 a6 27. Фd7 Крa7 28. Лf7 Крb6 29. Ф:b7+ Крc5 30. Кa4+ Крd4 31. Фb4+ Крe5 32. Фf4+ Крe6 33. Кc5× 1-0.